# 蛇口伴蔵

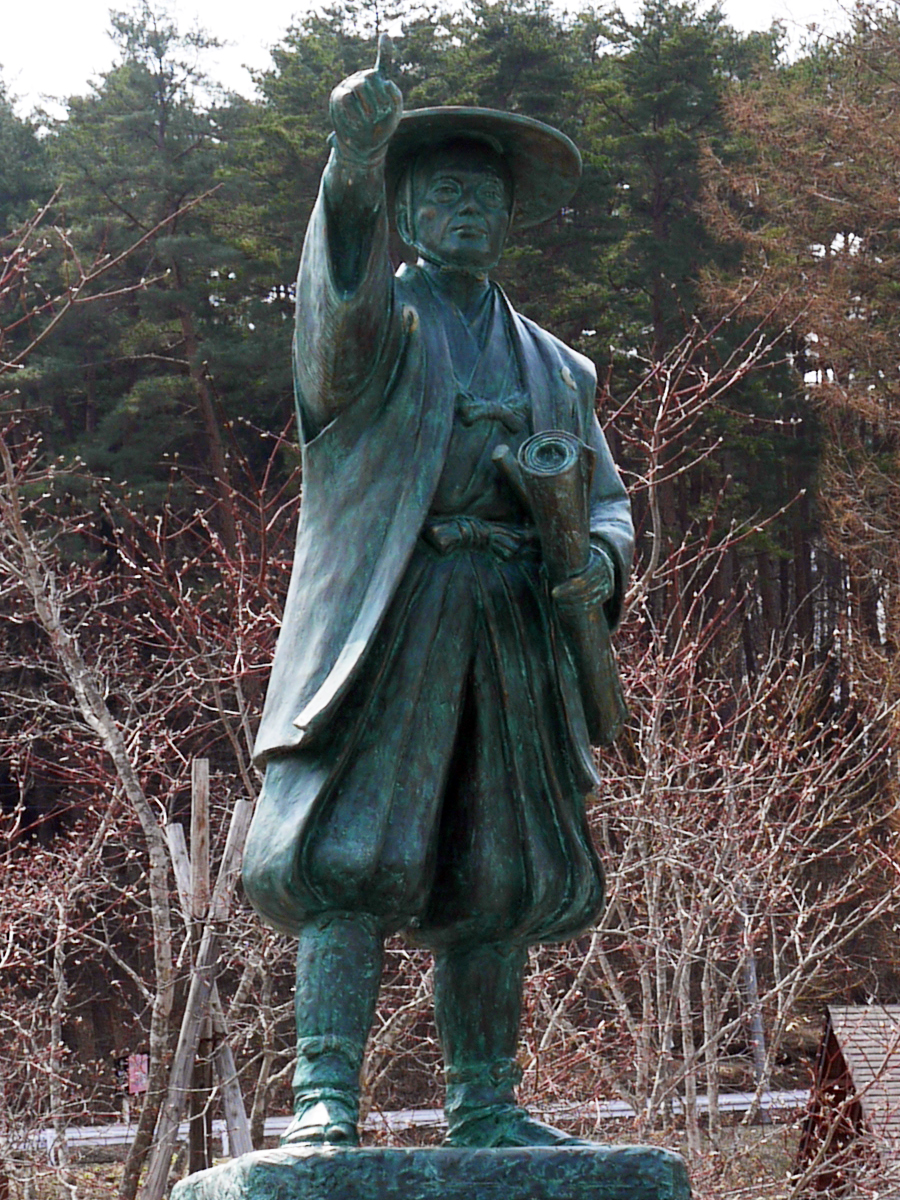
蛇口伴蔵の銅像（2013年4月）

蛇口 伴蔵（へびぐち ばんぞう、文化7年（1810年） - 慶応2年9月8日（1866年10月16日））は、江戸時代の八戸藩士で八戸地方の水利開発に尽力した人物。

## 概要
名は胤年（たねとし）、山水と号す。儒学国益思想家。八戸藩士・葉山治右衛門の子として生まれ、18歳の時に蛇口家の養子となる。
伴蔵は八戸地方の水利事業に尽力した人物で、母袋子（八戸市）、相内（青森県南部町）、下洗（八戸市南郷区）、階上岳（青森県階上町）、小軽米（岩手県軽米町）などの上水を企画した。安政4年（1857年）、上水事業に着手し、八戸市大杉平および糠塚と階上岳蒼前平の開田を果たしたが失敗に終わった。
開発資金は、商売で築いた私財を投じ、技術は現在の青森県十和田市の三本木開拓で新渡戸家から援助された。一方で三本木開拓には伴蔵側から無償で資金援助をしている。
子孫には、八戸大学前学長、八戸短期大学学長、学校法人光星学院理事、元東京銀行取締役などを勤めた蛇口浩敬がいる。

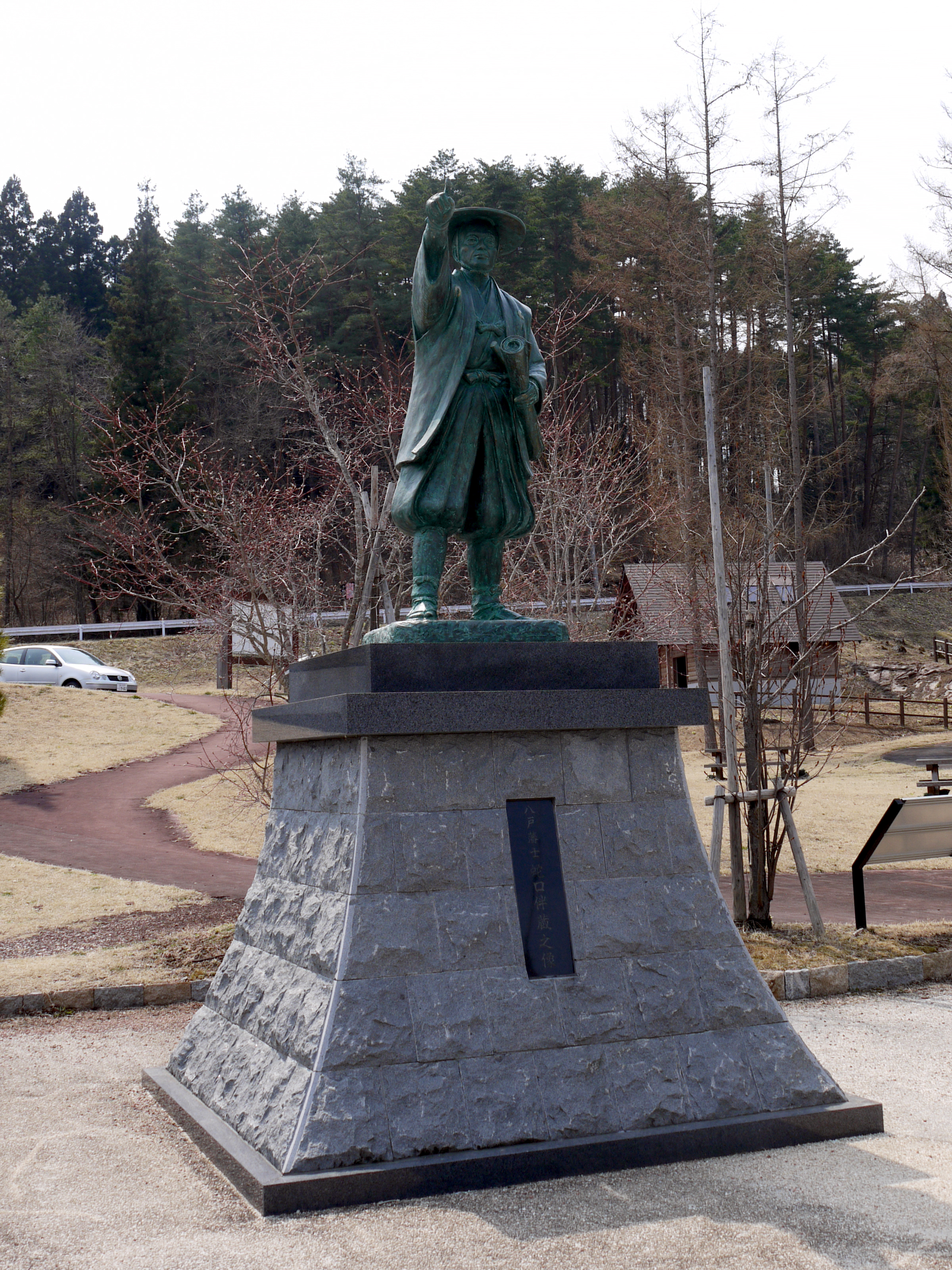
蛇口伴蔵の銅像（2013年4月）
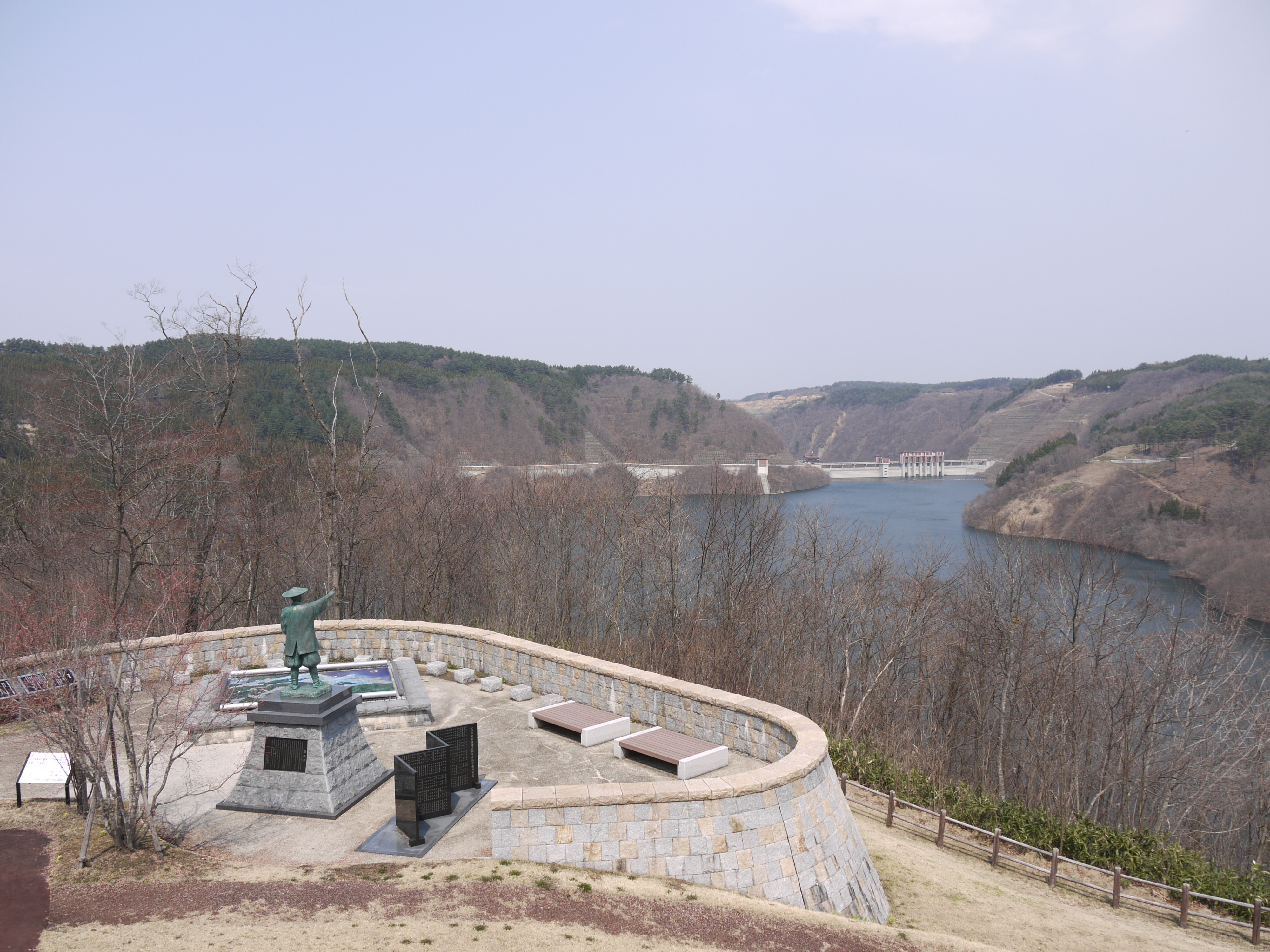
世増ダムのダム湖畔にたたずむ蛇口伴蔵の銅像（2013年4月）

## 参考
- 『青森県百科事典』東奥日報新聞社、1981年、pp827